# Чандрабинду
Чандрабинду, бенгальский чондробинду (ँ, бенг. চন্দ্রবিন্দু (côndrôbindu); от санскр. चन्द्रबिन्दु IAST: candrabindu «лунная точка») — надстрочный диакритический знак в деванагари и родственных индийских письменностях, обозначающий назализацию.
Используется в деванагари (ँ), бенгальском (ঁ), гурмукхи (ਁ), гуджарати (ઁ), ория (ଁ), телугу (ఁ), балийском (ᬁ, ᬀ), кайтхи (𑂀), каннада (ಁ), малаялам (ഁ), марчен (𑲶), тирхута (𑒿), и некоторых других письменностях.